# Hamburg-Tonndorf
Tonndorf (Nederduits: Tonndörp) is een wijk in het stadsdistrict Hamburg-Wandsbek van de stad Hamburg. Tonndorf ligt in het noordoosten van de stad en telt 15.256 inwoners.
De oudste vermelding van Tonndorf is uit het jaar 1314. In 1927 werd Tonndorf door Wandsbek geannexeerd en in 1937 werd geheel Wandsbek door Hamburg geannexeerd.

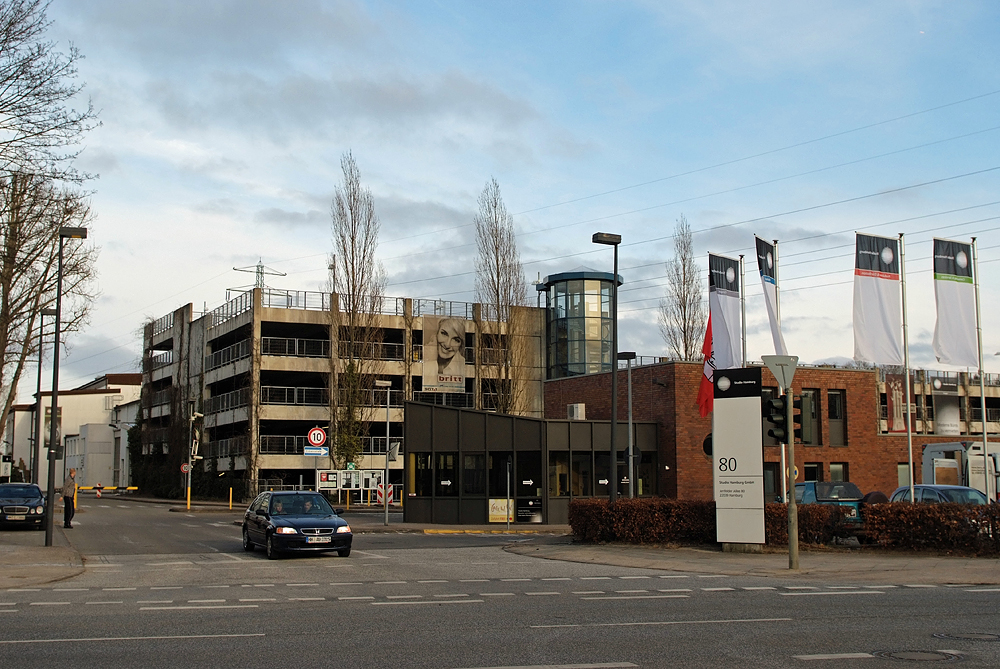
Studio Hamburg aan de Jenfelder Allee

Bergstedt · Bramfeld · Duvenstedt · Eilbek · Farmsen-Berne · Hummelsbüttel · Jenfeld · Lemsahl-Mellingstedt · Marienthal · Poppenbüttel · Rahlstedt · Sasel · Steilshoop · Tonndorf · Volksdorf · Wandsbek · Wellingsbüttel · Wohldorf-Ohlstedt